# Vasily Boldyrev
Vasily Georgievich Boldyrev (en ruso: Василий Георгиевич Болдырев; 17 de abril de 1875-20 de agosto de 1933) fue un comandante del Ejército Imperial Ruso.
Nació en la Gobernación de Samara y luchó en la guerra contra el Imperio de Japón. Participó en la I Guerra Mundial. Después de la Revolución de Febrero, el 19 de abril de 1917 fue designado comandante del 43.er Cuerpo de Ejército. Teniente general desde el 29 de abril de 1917, remplazó al General Danilov el 9 de septiembre de 1917 como comandante del 5º Ejército.
A principios de agosto de 1918 Boldyrev llegó a Samara, y fue elegido como uno de los 5 miembros del Gobierno Provisional Panruso. Después de la llegada del Almirante Kolchak, renunció al puesto y fue a Japón el 28 de noviembre. Retornó a Vladivostok a principios de 1920, y se convirtió en Comandante de las fuerzas de tierra y navales del Lejano Oeste (8 de abril - 12 de diciembre de 1920). En calidad de tal, firmó el acuerdo ruso-japonés para una "zona neutral".
Permaneció en Vladivostok, y tras la captura de la ciudad por el Ejército Rojo el 5 de noviembre de 1922 fue arrestado. En prisión, declaró su deseo de servir al gobierno soviético. En el verano de 1923 fue liberado. Después de esto, se convirtió en profesor y asistente investigador del Instituto de Investigación Industrial Económica del Oeste de Siberia.
El 29 de diciembre de 1932 (según otras fuentes, en agosto de 1933), fue arrestado bajo sospecha de tener contactos con la inteligencia japonesa, o según otras fuentes, por organizar un complot contrarrevolucionario. Fue fusilado el 20 de agosto de 1933.

## Condecoraciones
- Orden de San Vladimir, 4ª clase, 1906
- Orden de Santa Ana, 3ª clase
- Orden de San Estanislao, 2ª clase, 1907
- Orden de Santa Ana, 2ª clase, 1908
- Orden de San Jorge, 4ª clase (29 de mayo de 1915)